# Srbobran
Srbobran (serb. Србобран, węg. Szenttamás, niem. Thomasberg) – miasto w Serbii, w Wojwodinie, w okręgu południowobackim, siedziba gminy Srbobran. Leży w regionie historycznym Baczka. W 2011 roku liczyło 12 009 mieszkańców.
W mieście rozwinął się przemysł materiałów budowlanych oraz spożywczy.